# Marthe Vassallo
Marthe Vassallo, née en 1974 dans les Côtes-du-Nord, est une chanteuse traditionnelle bretonne et une figure connue de la chanson à danser et de la culture bretonne.

## Biographie
Marthe Vassallo vit dans la région du Trégor, à Trégastel, son père ayant été nommé au CNET de Lannion alors qu'il était étudiant en région parisienne. Elle commence à chanter dans les festoù-noz et les veillées dans les années 1990, après avoir appris le breton à partir de ses quatorze ans, au lycée, lors des stages jusqu'à s'inscrire au département de breton de l'université  Rennes 2 en 1991. À la fac, elle rencontre Nolùen Le Buhé et Annie Ebrel, grâce à qui elle s'essaye au kan ha diskan. Suivant ses rêves d'enfance et ses qualités d'interprète, elle entre au Conservatoire d'art dramatique et y reste un an. Son attirance pour les chansons narratives et les gwerzioù suivent cette même logique.
Son parcours s’inscrit dans une double volonté d’apprentissage et de respect du savoir traditionnel et d’ouverture à toutes les expériences. Pour cela, elle apprend au contact des autres chanteurs comme Erik Marchand ou Marcel Guilloux entre autres et à travers l’étude de collectages notamment au sein de l’association Dastum. En couple, elle devient "commère" de Ronan Guéblez et de Nanda Troadeg. En 1993, elle remporte le grand prix au concours Kan ar Bobl. Elle est inscrite en licence de breton en 1994. Comédienne depuis 1991, elle est également présentatrice à la télévision en breton pour France 3 Ouest de 1991 à 1996 (en alternance avec Nolwenn Korbell dans l'émission Du-mañ Du-se). À Rennes, elle découvre Dastum, pour qui elle travaille un peu. Elle participe aussi à l’écriture, à la traduction et à l’édition (Carnets de collectage de Luzel, avec Françoise Morvan aux PUR...).
En 1997, elle donne entière priorité au chant et à la scène : chant lyrique, fest-noz, expérimentation scénique débridée. Elle continue également à se produire a cappella (seule, avec Nolùen Le Buhé ou Annie Ebrel). Dans la musique bretonne, des musiciens accompagnent son couple de kan ha diskan avec Ronan Guéblez pour former le groupe de fest-noz Loened Fall (en breton « mauvaises bêtes, vauriens ») en 1996. La même année, elle obtient le rôle de sorcière dans le Macheth mis en scène par Marc Français. et Bugel Koar. En 2001, sa participation à la création Aziliz Iza du Bagad Kemper et la rencontre avec le guitariste Gilles Le Bigot lui permet de participer au projet « Empreintes » et ainsi former un trio avec Jean-Michel Veillon. En 2001 elle reçoit le prix Du-Mañ Du-Se de France 3 Ouest (meilleur chanteur/album de l’année).
Avec Loened Fall, la musique des trois instrumentistes (guitare, bombarde, violon) est au service du chant et de la danse. Le groupe a sorti plusieurs albums (An deizioù zo berr obtient un prix Produit en Bretagne en 1999). Bugel Koar (« poupée de cire »), duo qu'elle forme avec Philippe Ollivier, de BF15, depuis 1997, se produit parfois en quintet. En 2001, leur album Ar Solier, tiré du spectacle monté pour les Tombées de la Nuit en 1999, est récompensé par le Grand prix du disque Produit en Bretagne. Après un premier album à succès, un nouvel album sort en 2004.
Elle multiplie les expériences dans la voie du chant classique : D.E.M. de chant lyrique en 2003 dans la classe d’Agnès Brosset, cours auprès de la chanteuse marocaine Ilham Loulidi et Daniel Delarue, chœurs de l’Opéra de Rennes de 1999 à 2005, Pierrot Lunaire de Schoenberg, Madame Butterfly… Pour elle, « c'est une forme extrême de théâtre, on y retrouve les clichés et la dramaturgie des gwerzioù ». Elle entre dans l'ensemble Vocal Mélisme(s) de Gildas Pungier, qui donne lieu à des collaborations avec l’Orchestre de Bretagne, l’ensemble Matheus… Elle participe à divers autres projets : Un chant à soi et Sula Bassana (Jean-Mathias Petri, Lydia Domancich), Solitaire (Christine Rougier), Coopérative et Al Wasan (Gaby Kerdoncuff et les frères jordaniens Khoury)...

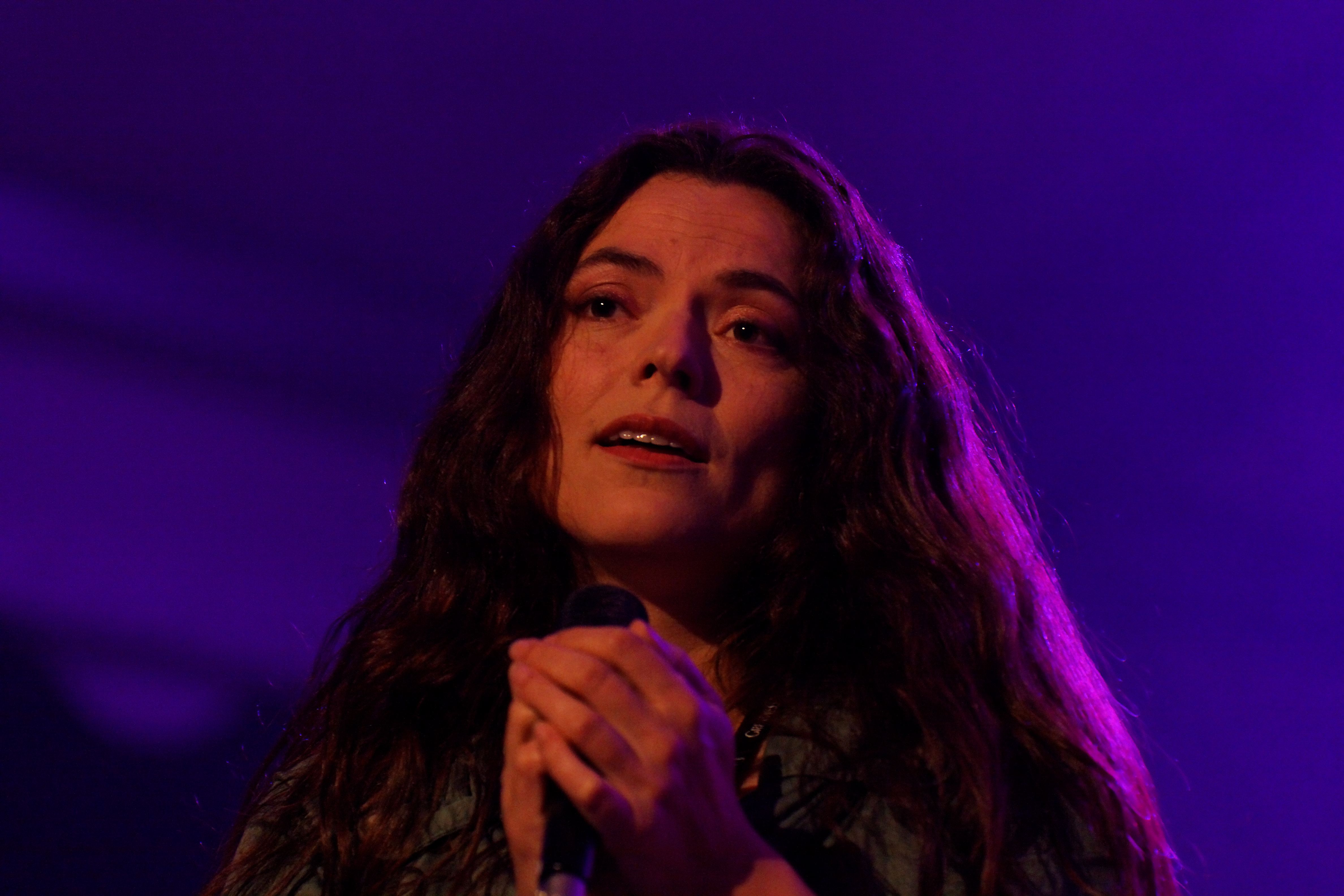
Concert au festival de Cornouaille avec Gilles Le Bigot en 2011

Elle est invitée par des artistes comme Roland Becker (Monsieur Kerbec), Éric Le Lann (Origines),  Daniel Le Féon (Skaliero, Dibadus Consort), Emmanuelle Huteau (Purcell), Idir, Hot Club du Kreiz Breizh, Quikion (avec Philippe Ollivier), Dupain (avec Nolùen Le Buhé, aux Transmusicales de Rennes et aux Vieilles Charrues), Majda Yahyaoui, Manufactures Verbales, Lo Còr de la Plana, Nadja Trio, Pienza, Vertigo (La Diagonale des mers)... À l’invitation de Le groupe Vertigo, Marthe Vassallo participe au projet La Diagonale des Mers en 2012. 
Avec le trio qu'elle forme avec Annie Ebrel et Nolùen Le Buhé, elle enregistre plusieurs albums (Gwerzioù en 2009, Teir en 2012).

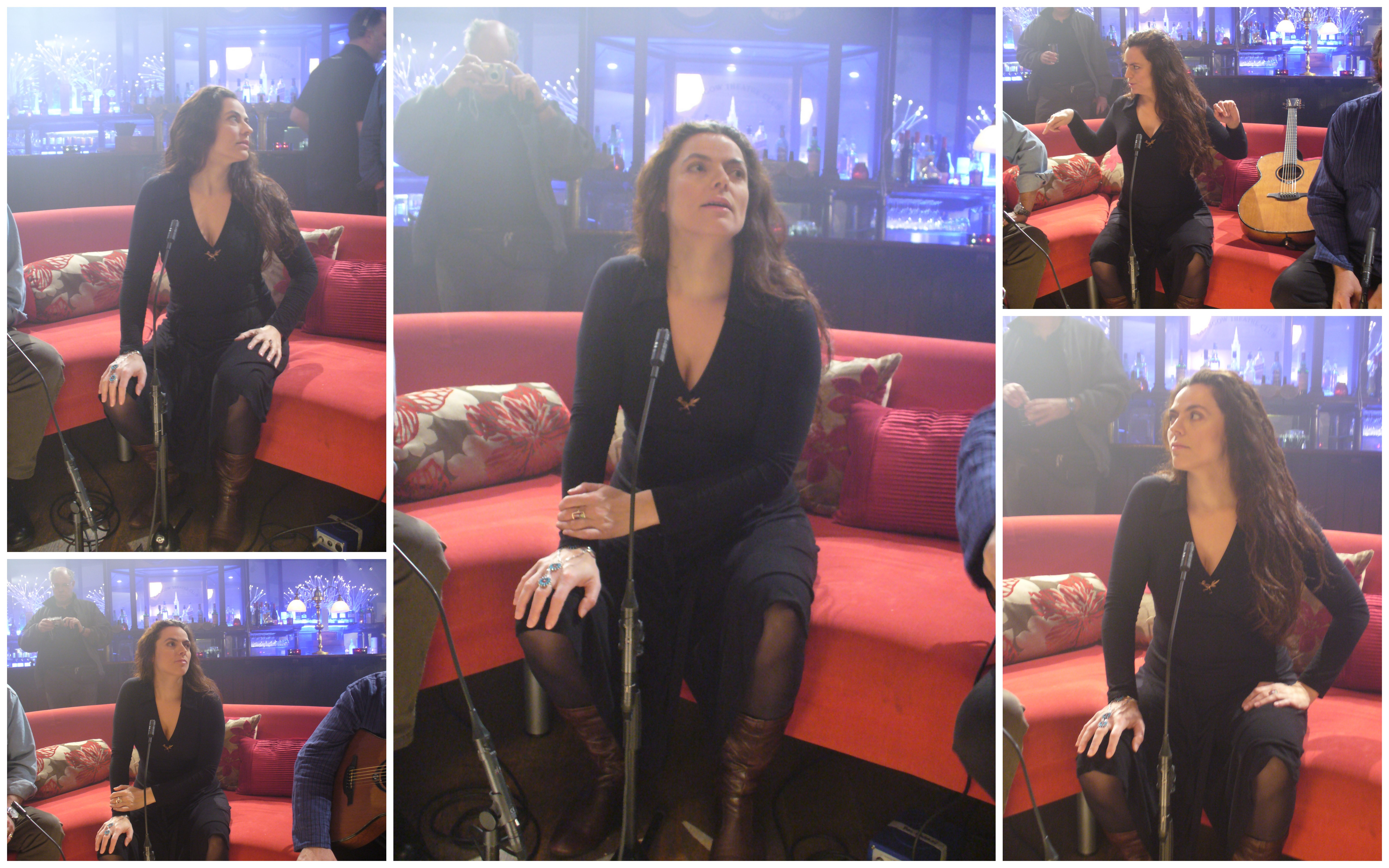
Marthe Vassallo en Écosse en 2012

## Discographie
- 2015 : Les chants du livre bleu (livre-disque Son an Ero)

### avecLoened Fall
- 1998 : An deizioù zo berr (An Naer) Grand prix du disque Produit en Bretagne 99 en musique traditionnelle
- 2003 : Gouez ! : À l’état sauvage (An Naer)
- 2008 : Diwar logodenn 'vez ket razh (CD-DVD An Naer)
- 2014 : 'Vel ba'r gêr (An Naer)

### avec Bugel Koar
- 2000 : Ar Solier (An Naer) Grand prix du disque Produit en Bretagne 2001
- 2004 : Nebaon ! (An Naer)

### en trio avecAnnie EbreletNoluen Le Buhé
- 2009 : Gwerzioù avec André Markowicz, Théâtre de Cornouaille (Keltia Musique)
- 2012 : Teir (Big Bravo/L'Oz Production)
- 2018 : Paotred (Coop Breizh)

### Participations

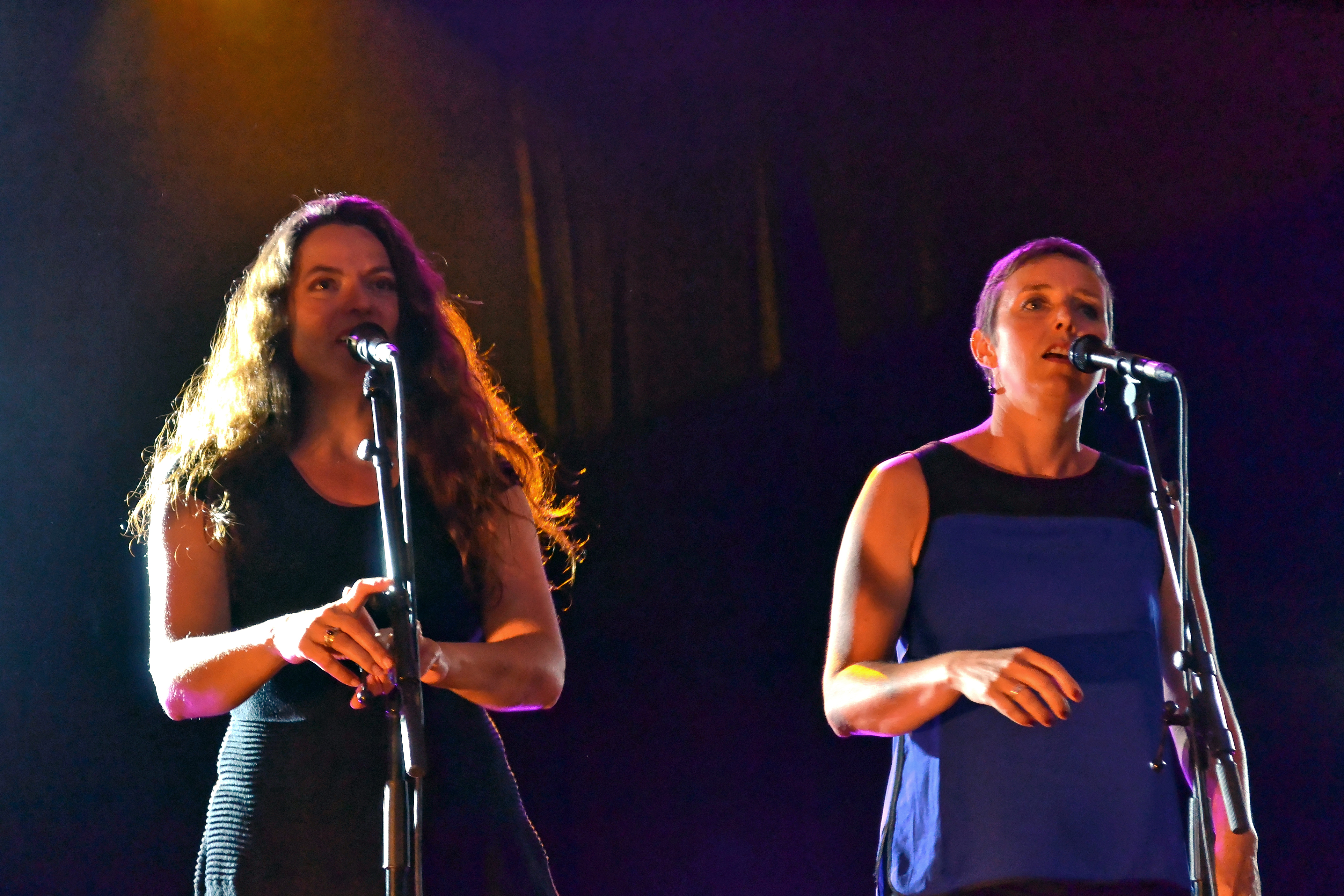
Marthe Vassallo et Nolùen Le Buhé

- 1993 : Gwerzioù et chants de haute-voix (France 3 Ouest)
- 1997 : 20 Vloaz Diwan (compilation pour Diwan) (Ciré Jaune)
- 1999 : Skoulad ar gouroug avec Yann-Fañch Kemener,
- 2001 : Beg ar Viñs avec Skaliero (Keltia Musique)
- 2001 : Bagad Kemper, Azeliz Iza (Keltia Musique)
- 2002 : Gilles Le Bigot, Empreintes (Keltia Musique)
- 2005 : Origines avec Eric Le Lann (Universal)
- 2007 : Hirustica avec La Coopérative
- 2010 : Bagad Kemper Live au Cornouaille (Keltia Musique)
- 2011 : Gilles Le Bigot, Empreintes 2 (Keltia Musique)
- 2012 : La Diagonale des Mers avec Vertigo (Bemol productions)

### Filmographie
- Marthe Vassallo, portrait réalisé par Steven Pravong, série "Gens de Bretagne", CRDP de Bretagne, 13 min